# Katia Benth
Katia Benth (ur. 16 listopada 1975 w Kajennie) – francuska lekkoatletka specjalizująca się w krótkich biegach sprinterskich. Na arenie międzynarodowej reprezentowała również Gujanę Francuską, skąd pochodzi.

## Sukcesy sportowe
- mistrzyni Francji w biegu na 100 metrów – 1999[1]
- mistrzyni Francji w biegu na 200 metrów – 2003

### Mistrzostwa świata
| Miejsce | Dzień       | Rok  | Miejscowość | Konkurencja        | Czas biegu | Strata   | Zwycięzca               |
| ------- | ----------- | ---- | ----------- | ------------------ | ---------- | -------- | ----------------------- |
| 23.     | 6 sierpnia  | 1997 | Ateny       | bieg na 200 m      | 23,20 s    | -        | Żanna Pintusewicz-Block |
| 18.     | 21 sierpnia | 1999 | Sewilla     | bieg na 100 m      | 11,28 s    | -        | Marion Jones            |
| srebro  | 29 sierpnia | 1999 | Sewilla     | sztafeta 4 x 100 m | 42,06 s    | + 0,14 s | Bahamy                  |
| 21.     | 5 sierpnia  | 2001 | Edmonton    | bieg na 100 m      | 11,54 s    | -        | Żanna Pintusewicz-Block |

### Mistrzostwa Europy
| Miejsce | Dzień       | Rok  | Miejscowość | Konkurencja        | Czas biegu | Strata | Zwycięzca       |
| ------- | ----------- | ---- | ----------- | ------------------ | ---------- | ------ | --------------- |
| 21.     | 20 sierpnia | 1998 | Budapeszt   | bieg na 200 m      | 23,69 s    | -      | Irina Priwałowa |
| złoto   | 22 sierpnia | 1998 | Budapeszt   | sztafeta 4 x 100 m | 42,59 s    | -      | -               |

## Rekordy życiowe
- bieg na 60 metrów (hala) – 7,37 – Liévin 22/02/1998
- bieg na 100 metrów – 11,20 – Dijon 03/07/1998
- bieg na 200 metrów – 22,87 – Bridgetown 27/06/1999
- bieg na 200 metrów (hala) – 23,52 – Eaubonne 20/02/1998